# Dorfkirche Neu Lübbenau

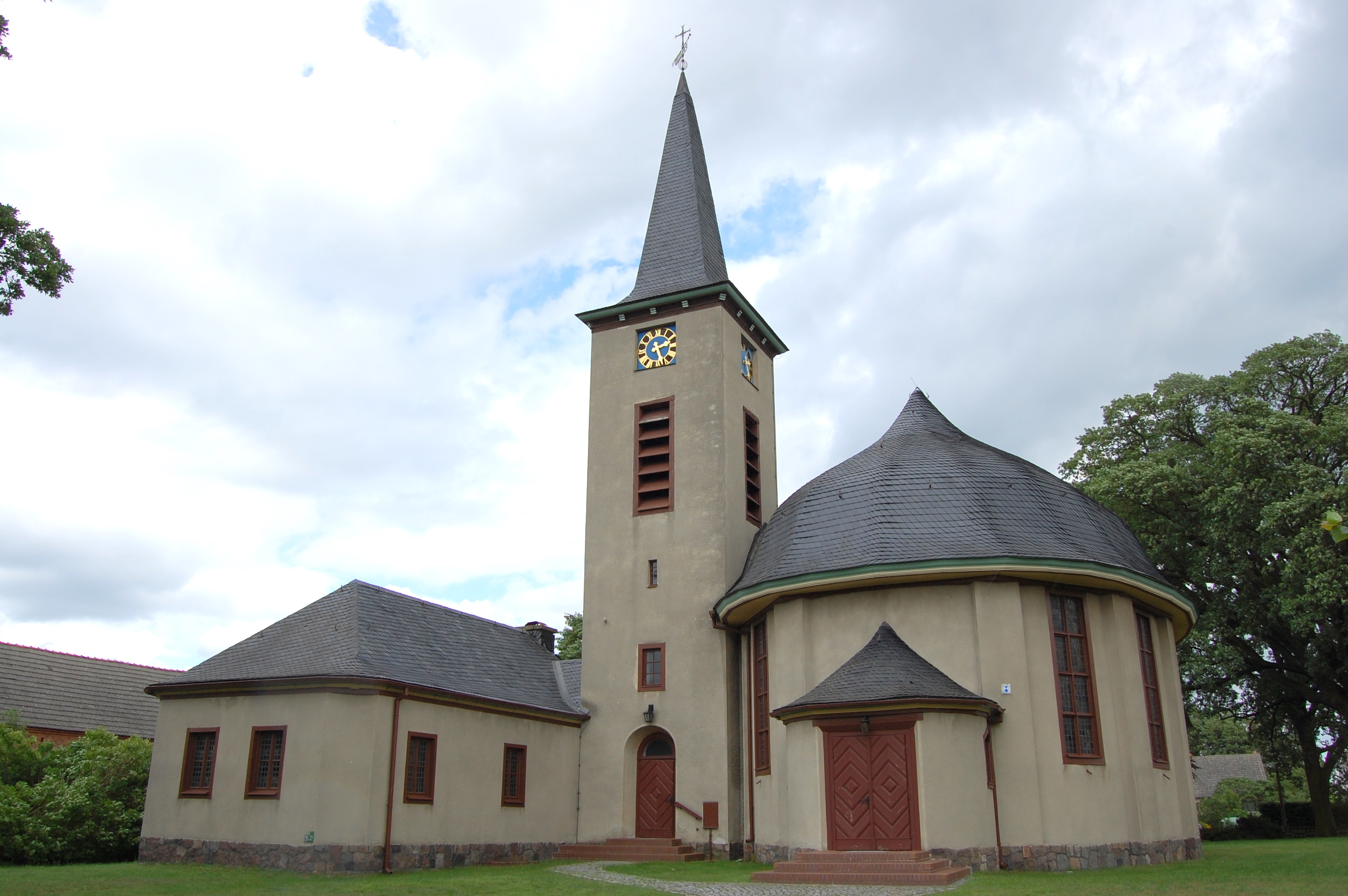
Dorfkirche Neu Lübbenau

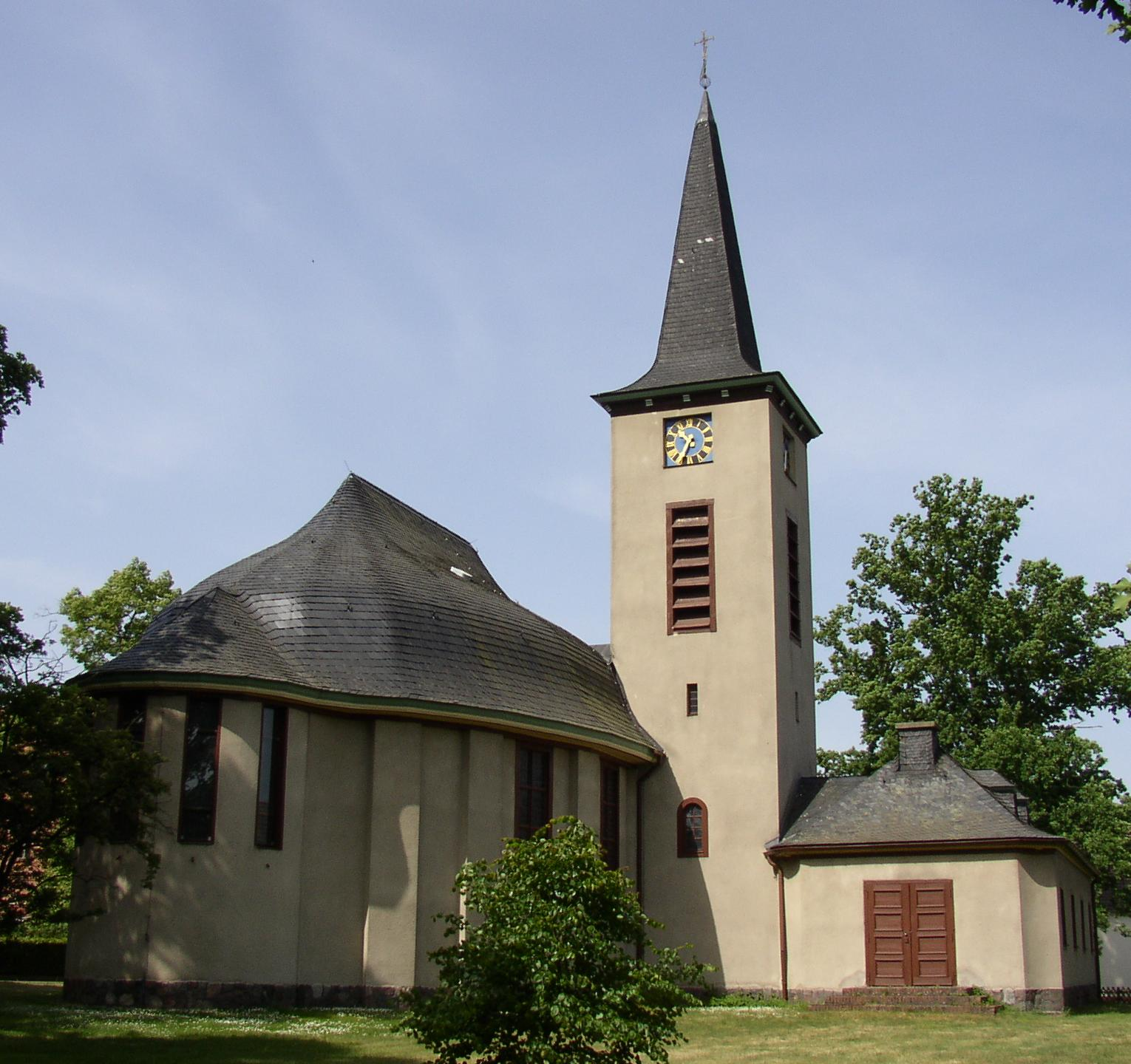
Rückseite

Die Dorfkirche Neu Lübbenau ist die evangelische Kirche des zur Gemeinde Unterspreewald gehörenden Ortsteils Neu Lübbenau in Brandenburg.

## Architektur
Die Kirche entstand 1939 nach Plänen eines Mitarbeiters des Kirchlichen Bauamtes des Berliner Evangelischen Konsistoriums. Auffällig ist die Dachform des Kirchenschiffes, welche einem kieloben liegenden Boot nachempfunden wurde. Hohe Fenster gliedern das als Zentralbau angelegte Kirchenschiff. Westlich des Schiffs steht auf quadratischem Grundriss ein Kirchturm mit vier Geschossen. Das Turmdach ist als Zeltdach mit Wetterfahne ausgestaltet und, wie auch das Dach des Kirchenschiffs mit Schiefer gedeckt.
Südlich der Kirche ist die Sakristei angebaut, westlich befindet sich ein rechteckiges Gebäude, das als Gemeinderaum genutzt wird.

## Innengestaltung
Die Decke des Kirchenschiffs besteht aus einer gewölbten, in der Mitte spitz zusammenlaufenden Decke aus Brettern. An drei Seiten steht eine Empore. Der Altar mit hohem Kruzifix eines unbekannten Künstlers steht in der halbrunden Apsis. Hier befinden sich auch fünf bunte, bleiverglaste Fenster, die Motive des apostolischen Glaubensbekenntnisses darstellen. Geschaffen wurden die Fenster von August Wagner aus Berlin nach Entwürfen von Adolf Becker. Im unteren Teil des mittleren Fensters befindet sich der Hinweis auf den Stifter des Fensters: Gestiftet durch die Berliner Stadtsynode und den Verband der evangelischen Kirchengemeinden in der Reichshauptstadt Berlin. Präses Zimmermann.
Im nordöstlichen Teil der Kirche, vor dem Bogen zur Apsis, befindet sich die aus der Bauzeit der Kirche stammende Kanzel. Auch die auf der Westempore stehende Orgel stammt von 1939 und wurde durch den Orgelbaumeister Gustav Heinze aus Sorau geschaffen. Die Orgel besitzt zwei Manuale, Pedal und 16 Register.